# Fergana Challenger 2002
Il Fergana Challenger 2002 è stato un torneo di tennis facente parte della categoria ATP Challenger Series nell'ambito dell'ATP Challenger Series 2002. Il torneo si è giocato a Fergana in Uzbekistan dal 13 al 19 maggio 2002 su campi in cemento.

## Vincitori

### Singolare
Wang Yeu-tzuoo ha battuto in finale  Tuomas Ketola con il punteggio di 6–3, 6–1

### Doppio
Rik De Voest /  Dirk Stegmann hanno battuto in finale  Tuomas Ketola /  Aisam-ul-Haq Qureshi con il punteggio di 6–3, 7–5